# Errechnetes Bild

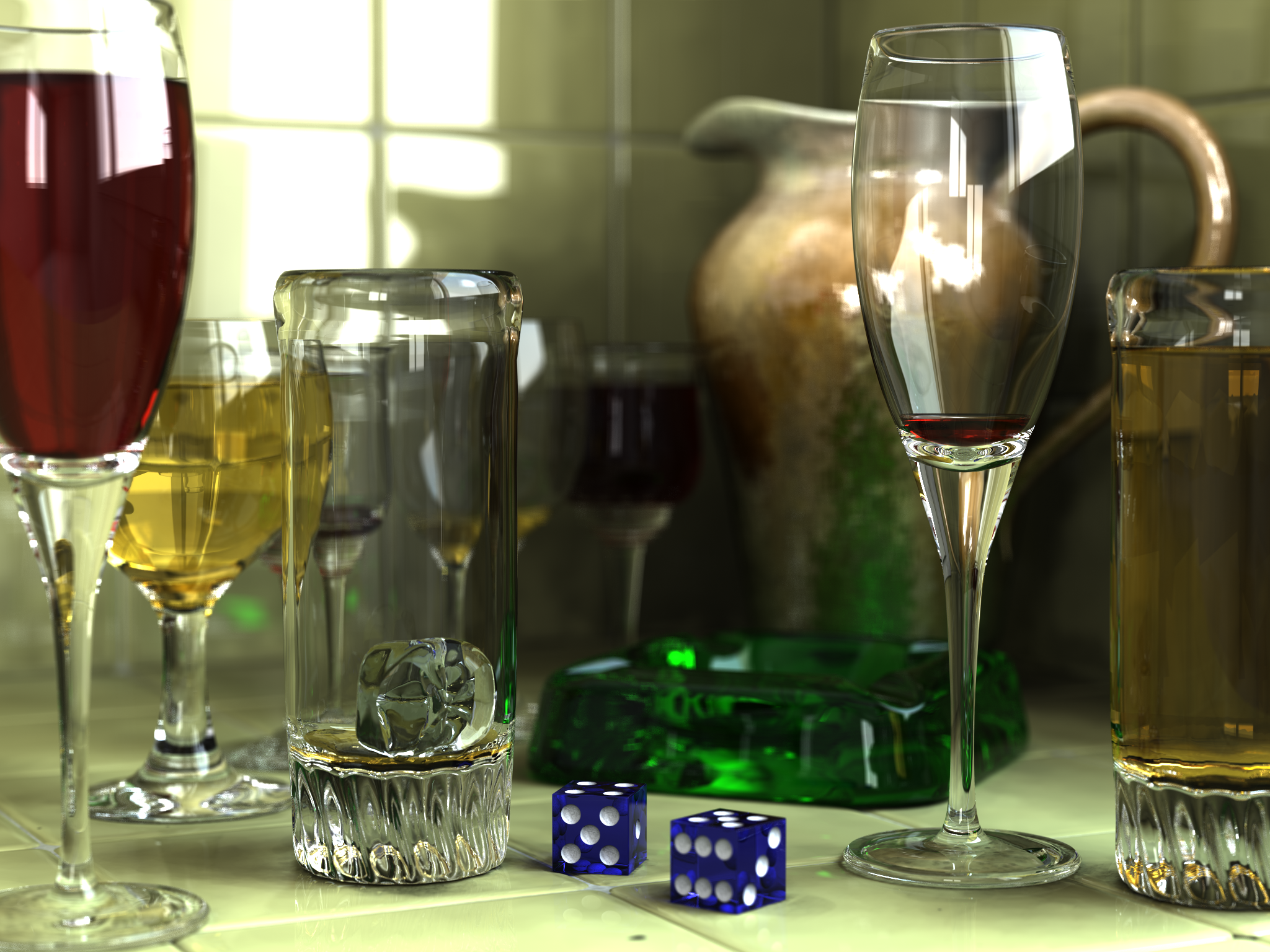
Ein mit der Software POV-Ray errechnetes Bild

Als errechnetes Bild bezeichnet man Bilder, die durch die Verbindung von formaler Mathematik (Algebra, Analysis) und Geometrie entstehen. In der Regel werden solche Bilder am Computer durch bestimmte Algorithmen erzeugt. Dabei kann es sich sowohl um ausschließlich auf der Basis zweidimensionaler Bildbeschreibungen gerasterte und bearbeitete als auch um aus einer dreidimensionalen Szene gerenderte Bilder handeln.

## Geschichte und Entwicklung
Die Vorläufer der errechneten Bilder können auf den Beginn der Neuzeit zurückgeführt werden, als die Linearperspektive durch Leon Battista Alberti und Filippo Brunelleschi entdeckt wurde.
Die ersten im engeren Sinne errechneten Bilder stammen jedoch von den Brüdern Ernst Heinrich Weber und Wilhelm Eduard Weber aus dem Jahr 1836 und wurden in dem Buch Die Mechanik der menschlichen Gehwerkzeuge. Eine anatomisch-physiologische Untersuchung (Göttingen 1836) veröffentlicht; es handelt sich dabei um die zeichnerische Darstellung der Positionen des menschlichen Ganges in den verschiedenen Fortbewegungsphasen. Zur Anfertigung dieser Phasenbilder wurden Differentialgleichungen eingesetzt.
Durch die Erfindung des Phenakistiskops durch Joseph Plateau und Simon Ritter von Stampfer wurde es möglich, die gezeichneten Phasenbilder zu animieren. Mit Hilfe der Fotografie hielten Étienne-Jules Marey, Eadweard Muybridge und Ottomar Anschütz etwa ab den 1870er Jahren ähnliche Bewegungsstudien in ihren Momentfotografien fest, ohne dass es sich dabei um errechnete Bilder handelte.

Die Mandelbrot-Menge, ein Fraktal

Durch die Entwicklung von grafikfähigen Computern seit den 1950er Jahren wurde eine neue Dimension der errechneten Bilder möglich. Die unter anderem durch Benoît Mandelbrot um 1980 begründete Fraktale Geometrie visualisierte mathematische Gleichungen. Weitere Meilensteine des errechneten Bildes war die Entwicklung der Rastergrafik in den 1970er Jahren sowie verschiedener Renderverfahren wie Raytracing und Radiosity; siehe dazu Geschichte der Computergrafik.

## Medientheoretische Positionierung
Errechnete Bilder nehmen eine medientheoretische Sonderstellung ein, da sie sich weder dem klassischen Kanon der Kunstgeschichte zuordnen lassen, noch eine geeignete bildwissenschaftliche Theorie existiert.
Die wohl besten Erklärungsmodelle liefert Vilém Flusser mit seiner Theorie der technischen Bilder im Rahmen der Kommunikations- und Medienphilosophie; hier werden alle Varianten des Bildes subsumiert, die durch Anwendung von mathematischen Formeln entstehen, also auch die Fotografie. Diese Betrachtung fasst den Rahmen weiter als Friedrich Kittler, der errechnete Bilder auf die konkrete und unmittelbare Anwendung von Formeln wie beispielsweise Differentialgleichungen beschränkt; bei Flusser entstehen technische Bilder dagegen durch Apparate oder apparatfreie Anwendungen, die durch Formeln und Gleichungen ermöglicht werden.
Eine neuere Bezeichnung ist prozedurale Animation für Bewegtbildsequenzen, die mittels Software erzeugt werden, also jede Art von 3D- und 2D-Animation, bei der alle oder ein Großteil der Bewegungsphasen errechnet werden.